# King of the Forest Rangers
King of the Forest Rangers (bra: O Enigma das Torres) é um seriado estadunidense de 1946, do gênero ação, dirigido por Spencer Gordon Bennet e Fred C. Brannon, em 12 capítulos, estrelado por Larry Thompson, Helen Talbot e Stuart Hamblen. Foi produzido e distribuído pela Republic Pictures, e veiculou nos cinemas estadunidenses a partir de 27 de abril de 1946.

## Sinopse
Steve King interpreta um guarda florestal, que deve impedir que um cientista louco descubra um tesouro enterrado.

## Elenco
- Larry Thompson … "Forest Ranger" Capitão Steve King
- Helen Talbot … Marion Brennan
- Stuart Hamblen … Prof Carver
- Anthony Warde … Burt Spear
- LeRoy Mason … "Flush" Haliday
- Scott Elliott … Andrews/Bryan/Merkle/Sands
- Tom London ... Tom Judson
- Marin Sais ... Mrs. Barton
- Rex Lease ... Toler (não-creditado)

## Produção
King of the Forest Rangers foi orçado em $134,948, porém seu custo final foi $137,320, sendo o mais barato seriado da Republic em 1946.
Foi filmado entre 27 de setembro e 25 de outubro de 1945, e foi a produção nº 1595.
A Republic costumava chamar seus heróis de "King", usando o título "King of...", pois o estúdio obtivera sucesso com esse artifício após a adaptação do livro de Zane Gray, King of the Royal Mounted, no seriado King of the Royal Mounted, com o mesmo personagem, em 1940

## Lançamento

### Cinema
O lançamento official de King of the Forest Rangers é datado de 27 de abril de 1946, apesar de esta ser a data da disponibilização do 6º capítulo.

### Televisão
No início dos anos 1950, King of the Forest Rangers foi um dos quatorze seriados da Republic a serem editados como série de televisão; foi editado para 6 capítulos de 26½ minutos cada.

## Capítulos
1. The Mystery of the Towers (20min)
2. Shattered Evidence (13min 20s)
3. Terror by Night (13min 20s)
4. Deluge of Destruction (13min 20s)
5. Pursuit into Peril (13min 20s)
6. Brink of Doom (13min 20s)
7. Design for Murder (13min 20s)
8. The Flying Coffin (13min 20s)
9. S.O.S. Ranger (13min 20s)
10. The Death Detector (13min 20s)
11. The Flaming Pit (13min 20s)
12. Tower of Vengeance (13min 20s)

Fonte: